# Axel A:son Sjögreen
Axel Gustaf Axelsson Sjögreen, född 18 juli 1870 i Ingatorps församling, död 4 december 1959, i Ekeby församling, var en svensk militär (generallöjtnant).

## Biografi
Efter studentexamen 1888 vid Linköpings högre allmänna läroverk och officersexamen 1890 blev han underlöjtnant vid Andra livgrenadjärregementet. Han genomgick Gymnastiska centralinstitutet 1892-1893 och Krigshögskolan 1894-1896. 1895 blev han befordrad till löjtnant. Sjögreen var från 1901 placerad vid generalstaben och blev kapten 1903. Han var militärattaché i Paris 1905-1907. och generalstabsofficer vid I. armefördelningen 1907-1908. Från 1908 var han placerad vid Västmanlands regemente. Sjögreen blev major 1911 och var 1910-1914 placerad som stabschef vid I. arméfördelningen. År 1914 blev han utnämnd till överstelöjtnant vid Norrbottens regemente. Sjögreen utnämndes till överste 1916 och var chef för Dalregementet 1916-1926, 1919 blev han chef  för 10. Infanteribrigaden som ingick i V. arméfördelningen och bestod av Dalregementet (I 13) och Värmlands regemente (I 22). Han befordrades generalmajor i armén 1926 och var chef för I. arméfördelningen åren 1926–1927, och åren 1928–1935 för Södra arméfördelningen. 1933 blev Sjögreen befordrad till generallöjtnant och avgick med pension 1935.
Sjögreen blev ledamot av Krigsvetenskapsakademien 1916.
Sjögreen var son till ryttmästare Axel Sjögreen och Augusta af Burén. Han ingick äktenskap 1896 med Gerda af Burén (1874-1923) och 1925 med Margit Lundeberg.

## Utmärkelser

### Svenska utmärkelser
- Kommendör med stora korset av Svärdsorden, 25 november 1933.[5]
- Kommendör av första klassen av Svärdsorden, 6 juni 1923.[6]
- Kommendör av andra klassen av Svärdsorden, 5 juni 1920.[7]
- Riddare av första klassen av Svärdsorden, 1911.[8]

### Utländska utmärkelser
- Storkorset av Belgiska Kronorden, tidigast 1935 och senast 1940.[9][10]
- Kommendör av Franska Svarta stjärnorden, senast 1915.[11]
- Officer av Franska Hederslegionen, tidigast 1921 och senast 1925.[12][13]
- Riddare av Franska Hederslegionen, senast 1915.[11]
- Riddare av Danska Dannebrogorden, senast 1915.[11]
- Riddare av Spanska Isabella den katolskas orden, senast 1915.[11]
- Innehavare av tredje klassen av Preussiska Röda Korsets medalj.[14]
- Innehavare av officerares kors av Österrikiska hederstecknet för förtjänster åt Röda Korset.[14]
- Innehavare av Finska Skyddskårens förtjänstkors.[14]